# Шарска еребија
Шарска еребија (Erebia epiphron) је дневни лептир из породице шаренаца (Nymphalidae).

## Опис
Ситнији од већине сродника, овај лептир се може препознати по непрекинутом оранж пољу са горње стране предњег крила, обично суженим у средини. Задње крило је без упадљивих шара. Постоји много описаних врста и форми, али се и поред тога готово увек може препознати. Распон крила је 22–32 mm.

## Распрострањење
Настањује високе планине Европе, али је изненађење што га има у Шкотској и северној Енглеској где таквих планина нема. У Србији је забележен само на Шари и Мокрој Гори.

## Биологија
Омиљено станиште су му планинске заравни на којима има цвећа. Необично је што се никада не може наћи како прикупља минерале, мада то остале еребије (Erebia spp.) чине често. Животни циклус на мањим надморским висинама траје једну годину, а на већим обично две.
Једина генерација лети кратко, у јулу и почетком августа. Гусеница се храни појединим травама.